# Leandro de Oliveira
Leandro de Oliveira (sinh năm 1983 tại São Paulo) là một cầu thủ bóng đá người Brasil hiện đã giải nghệ.

## Sự nghiệp bóng đá
Sau khi kết thúc mùa giải 2006-2007, Leandro de Oliveira chuyển sang thi đấu cho Xi măng Hải Phòng. Anh đã ra mắt trận đầu tiên trong màu áo câu lạc bộ mới trong giải Vleague - Petro-VietNamGas 2008. Trong trận đấu đó anh đã thi đấu rất hay và góp công lớn trong chiến thắng ngay tại sân Chi Lăng của CLB SHB Đà Nẵng.
Kết thúc mùa giải năm 2008 Xi măng Hải Phòng đã không thể duy trì được phong độ và về đích ở vị trí thứ 3 nhưng với cá nhân Leandro thì luôn được mọi CĐV nhiệt thành của thành phố cảng Hải Phòng yêu mến nhất và ở đó người ta gọi Leandro là "King Lean"
Năm 2011,anh chuyển sang thi đấu cho Hà Nội T&T với số áo 77.

## Thành tích
- Vô địch BTV Cup 2007 cùng với Matsubara

V-League
- Hạng ba : 2008
- Hạng hai: 2010